# كامية
الكامِيَّة أو الكامِيَّات هي فصيلة مصنفة من المحار في المياه المالحة وهي مجموعة من الرخويات البحرية ذات الصدفتين.